# 1985 في أوغندا
فيما يلي قوائم الأحداث التي وقعت خلال عام 1985 في أوغندا.

## سياسة

### تعيين في المنصب
- 29 يوليو – تيتو أوكيلو رئيس أوغندا [الإنجليزية]‏.

### انتهاء فترة المنصب
- 27 يوليو – ميلتون أوبوتي رئيس أوغندا [الإنجليزية]‏.

## مواليد

### مايو
- 15 مايو – دينيس أونيانجو لاعب كرة قدم أوغندي.

## وفيات

### يناير
- 21 يناير – يوسف ولي (مواليد 1912) سياسي أوغندي.